# Gran Premio di Germania 1965
Il Gran Premio di Germania 1965 fu la settima gara della stagione 1965 del Campionato mondiale di Formula 1, disputata il 1º agosto sul Circuito del Nürburgring.
La corsa vide la vittoria di Jim Clark su Lotus-Climax, seguito da Graham Hill su BRM e da Dan Gurney su Brabham-Climax.
A fine gara Jim Clark e la Lotus si laurearono Campioni del Mondo di F1 con tre Gran Premi di anticipo sulla fine del Campionato.

## Qualifiche
| Pos | N° | Pilota             | Costruttore         | Scuderia                    | Tempo  | Distacco |
| --- | -- | ------------------ | ------------------- | --------------------------- | ------ | -------- |
| 1   | 1  | Jim Clark          | Lotus 33-Climax     | Team Lotus                  | 8:22.7 | -        |
| 2   | 10 | Jackie Stewart     | BRM P261            | Owen Racing Organisation    | 8:26.1 | +3.4     |
| 3   | 9  | Graham Hill        | BRM P261            | Owen Racing Organisation    | 8:26.6 | +3.9     |
| 4   | 7  | John Surtees       | Ferrari 512         | Scuderia Ferrari SpA SEFAC  | 8:27.8 | +5.1     |
| 5   | 5  | Dan Gurney         | Brabham BT11-Climax | Brabham Racing Organisation | 8:29.0 | +6.3     |
| 6   | 2  | Mike Spence        | Lotus 33-Climax     | Team Lotus                  | 8:33.4 | +10.7    |
| 7   | 8  | Lorenzo Bandini    | Ferrari 158         | Scuderia Ferrari SpA SEFAC  | 8:33.8 | +11.1    |
| 8   | 12 | Jochen Rindt       | Cooper T77-Climax   | Cooper Car Company          | 8:37.5 | +14.8    |
| 9   | 16 | Jo Bonnier         | Brabham BT7-Climax  | RRC Walker Racing Team      | 8:37.9 | +15.2    |
| 10  | 11 | Bruce McLaren      | Cooper T77-Climax   | Cooper Car Company          | 8:39.0 | +16.3    |
| 11  | 17 | Jo Siffert         | Brabham BT11-BRM    | RRC Walker Racing Team      | 8:39.6 | +16.9    |
| 12  | 3  | Gerhard Mitter     | Lotus 25-Climax     | Team Lotus                  | 8:40.4 | +17.7    |
| 13  | 6  | Denny Hulme        | Brabham BT7-Climax  | Brabham Racing Organisation | 8:42.3 | +19.6    |
| 14  | 4  | Jack Brabham       | Brabham BT11-Climax | Brabham Racing Organisation | 8:44.9 | +22.2    |
| 15  | 18 | Bob Anderson       | Brabham BT11-Climax | DW Racing Entreprises       | 8:47.4 | +24.7    |
| 16  | 19 | Chris Amon         | Lotus 25-BRM        | Reg Parnell Racing          | 8:50.5 | +27.8    |
| 17  | 20 | Richard Attwood    | Lotus 25-BRM        | Reg Parnell Racing          | 8:57.7 | +35.0    |
| 18  | 21 | Frank Gardner      | Brabham BT11-BRM    | John Willment Automobiles   | 8:59.3 | +36.6    |
| 19  | 24 | Masten Gregory     | BRM P57             | Scuderia Centro Sud         | 9:14.3 | +51.6    |
| 20  | 22 | Paul Hawkins       | Lotus 33-Climax     | DW Racing Entreprises       | 9:16.8 | +54.1    |
| DNQ | 25 | Roberto Bussinello | BRM P57             | Scuderia Centro Sud         | 9:17.7 | +55.0    |
| DNQ | 23 | Ian Raby           | Brabham BT3-Climax  | Ian Raby Racing             | 9:17.8 | +55.1    |

## Gara
| Pos | N° | Pilota          | Costruttore         | Giri | Tempo/Causa Ritiro | Pos partenza | Punti |
| --- | -- | --------------- | ------------------- | ---- | ------------------ | ------------ | ----- |
| 1   | 1  | Jim Clark       | Lotus 33-Climax     | 15   | 2:07:52.4          | 1            | 9     |
| 2   | 9  | Graham Hill     | BRM P261            | 15   | +15.9 secondi      | 3            | 6     |
| 3   | 5  | Dan Gurney      | Brabham BT11-Climax | 15   | +21.4 secondi      | 5            | 4     |
| 4   | 12 | Jochen Rindt    | Cooper T77-Climax   | 15   | +3:29.6            | 8            | 3     |
| 5   | 4  | Jack Brabham    | Brabham BT11-Climax | 15   | +4:41.2            | 14           | 2     |
| 6   | 8  | Lorenzo Bandini | Ferrari 158         | 15   | +5:08.6            | 7            | 1     |
| 7   | 16 | Jo Bonnier      | Brabham BT7-Climax  | 15   | +5:58.5            | 9            |       |
| 8   | 24 | Masten Gregory  | BRM P57             | 14   | +1 Giro            | 19           |       |
| Rit | 7  | John Surtees    | Ferrari 512         | 11   | Cambio             | 4            |       |
| Rit | 17 | Jo Siffert      | Brabham BT11-BRM    | 9    | Motore             | 11           |       |
| Rit | 2  | Mike Spence     | Lotus 33-Climax     | 8    | Trasmissione       | 6            |       |
| Rit | 3  | Gerhard Mitter  | Lotus 25-Climax     | 8    | Perdita acqua      | 12           |       |
| Rit | 20 | Richard Attwood | Lotus 25-BRM        | 8    | Perdita acqua      | 17           |       |
| Rit | 11 | Bruce McLaren   | Cooper T77-Climax   | 7    | Cambio             | 10           |       |
| Rit | 6  | Denny Hulme     | Brabham BT7-Climax  | 5    | Perdita carburante | 13           |       |
| Rit | 19 | Chris Amon      | Lotus 25-BRM        | 3    | Impianto elettrico | 16           |       |
| Rit | 22 | Paul Hawkins    | Lotus 33-Climax     | 3    | Perdita olio       | 20           |       |
| Rit | 10 | Jackie Stewart  | BRM P261            | 2    | Sospensioni        | 2            |       |
| Rit | 21 | Frank Gardner   | Brabham BT11-BRM    | 0    | Cambio             | 18           |       |
| DNS | 18 | Bob Anderson    | Brabham BT11-Climax |      | Incidente in prova | 15           |       |

## Statistiche

### Piloti
- 2º e ultimo Titolo Mondiale per Jim Clark
- 19° vittoria per Jim Clark
- Ultimo Gran Premio per Ian Raby e Paul Hawkins

### Costruttori
- 2º Titolo Mondiale per la Lotus
- 24ª vittoria per la Lotus
- 25º giro più veloce per la Lotus

### Motori
- 40ª e ultima vittoria per il motore Climax
- 40ª pole position per il motore Climax

### Giri al comando
- Jim Clark (1-15)

## Classifiche Mondiali

### Piloti
| Pos | Pilota          | Punti   |
| --- | --------------- | ------- |
| 1   | Jim Clark       | 54      |
| 2   | Graham Hill     | 30 (32) |
| 3   | Jackie Stewart  | 25      |
| 4   | John Surtees    | 17      |
| 5   | Dan Gurney      | 9       |
| 6   | Bruce McLaren   | 8       |
| 7   | Lorenzo Bandini | 7       |
| 8   | Mike Spence     | 6       |
| 9   | Jack Brabham    | 5       |
|     | Denny Hulme     | 5       |
| 11  | Jochen Rindt    | 3       |
| 12  | Richie Ginther  | 2       |
|     | Jo Siffert      | 2       |

### Costruttori
| Pos | Team           | Punti   |
| --- | -------------- | ------- |
| 1   | Lotus-Climax   | 54      |
| 2   | BRM            | 39 (43) |
| 3   | Ferrari        | 21      |
| 4   | Brabham-Climax | 15      |
| 5   | Cooper-Climax  | 11      |
| 6   | Brabham-BRM    | 2       |
|     | Honda          | 2       |